# Гонадотропін-рилізинг-гормон
GNRH1 (англ. Gonadotropin releasing hormone 1) – білок, який кодується однойменним геном, розташованим у людей на короткому плечі 8-ї хромосоми. Довжина поліпептидного ланцюга білка становить 92 амінокислот, а молекулярна маса — 10 380.
| 10         |  | 20         |  | 30         |  | 40         |  | 50         |
| ---------- |  | ---------- |  | ---------- |  | ---------- |  | ---------- |
| MKPIQKLLAG |  | LILLTWCVEG |  | CSSQHWSYGL |  | RPGGKRDAEN |  | LIDSFQEIVK |
| EVGQLAETQR |  | FECTTHQPRS |  | PLRDLKGALE |  | SLIEEETGQK |  | KI         |

A: Аланін

C: Цистеїн

D: Аспарагінова кислота

E: Глутамінова кислота

F: Фенілаланін

G: Гліцин

H: Гістидин

I: Ізолейцин

K: Лізин

L: Лейцин

M: Метіонін

N: Аспарагін

P: Пролін

Q: Глутамін

R: Аргінін

S: Серин

T: Треонін

V: Валін

W: Триптофан

Кодований геном білок належить до гормонів. Секретується гіпоталамусом. Одна з 3 ізоформ гормону.